# Běloruská regionální obrana
Běloruská regionální obrana (bělorusky Беларуская краёвая абарона, německy Weißruthenische Heimwehr, ve zkratce BKA) byl útvar protisovětských vojáků vytvořených Běloruskou ústřední radou podle výnosu velitele SS a policie v Bělorusku Curta von Gottberga ze dne 23. února 1944.

## Vznik BKA
Po napadení SSSR Německem v roce 1941 jako důsledek porážek Rudé armády bylo obsazení Běloruska německými silami. Došlo tak v roce 1941 ke zcelení východní části Běloruska, která byla před válkou součástí SSSR, a západního Běloruska, které bylo součástí Polska, pod kontrolu německých úřadů. V době 2. světové války se běloruské území pod německou okupací nazývalo německy Weisseruthenien a bylo součástí vyššího administrativního celku pod názvem Říšský komisariát Ostland. Oblasti přiléhající k obleženému Leningradu byly týlovou zónou vyšších armádních útvarů. Na území pod německou správou se vraceli bílí emigranti, kteří se snažili navázat na Běloruskou lidovou republiku zničenou v roce 1920 bolševiky.

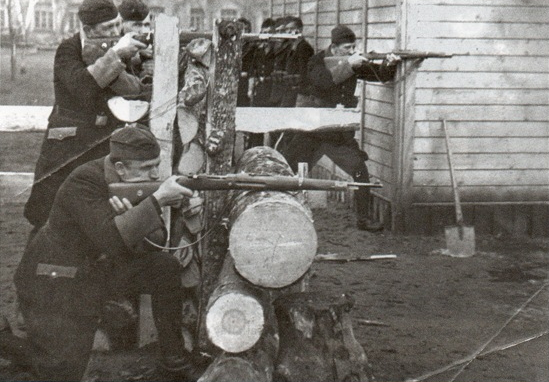
Vojáci BKA na střelnici, 1944

S ohledem na intenzitu bojů mezi německou a sovětskou armádou se v Bělorusku vytvořila situace, kdy velké části území byly pod kontrolou sovětských partyzánů nebo samozvaných skupin tvořených marodéry. To vyvolalo nutnost organizovat jednotky pro sebeochranu civilních obyvatel. Proto v červnu 1942 vzniklo prvních 6 protipartyzánských dobrovolnických praporů s názvem Běloruský ochranný sbor a dále bylo ve spoluráci s SS vytvořeno dalších 10 běloruských praporů. 

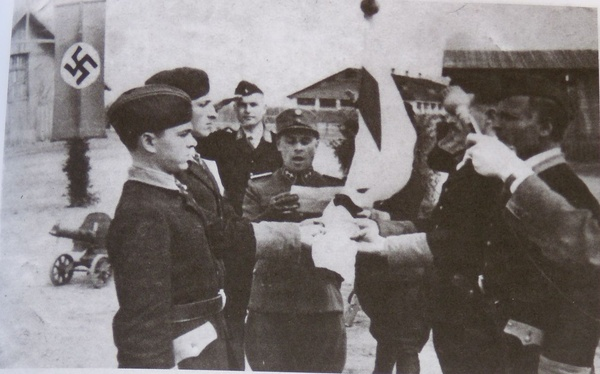
Přísaha vojáků BKA.

Po porážkách na východní frontě v roce 1943 (Stalingradská bitva, Bitva u Kurska) bylo německé vedení donuceno změnit kurs ve své politice vůči Bělorusům. Na konci roku 1943 byla ustavena Běloruská ústřední rada v čele s prezidentem Radoslavem Ostrovskim, která měla představovat nezávislou vládu Běloruska. Ta vyhlásila 6. března 1944 mobilizaci všech fyzicky zdravých mužů z ročníků 1908 - 1924 včetně bývalých důstojníků a velitelů ruské imperiální, polské a Rudé armády do 57 let a poddůstojníků do 55 let. Mobilizace byla řízena policejními veliteli a SD. Povolání do BKA se potenciálně týkalo 30-40 000 mužů. Z mobilizace byli osvobozeni úředníci pracující pro okupační úřady nebo lidé nepostradatelní v podnicích důležitých pro válečnou výrobu. Okresní komisaři vyřadili z výše uvedených důvodů značné množství branců (30 - 50 %) a násilný způsob mobilizace způsobil přebíhání vojáků do řad sovětských partyzánů. Proto také Radoslav Ostrovskij osobně nařídil neustálou prověrku mužstva, aby šance k dezerci na sovětskou stranu byla minimalizována.
25. března 1944 v Minsku složili příslušníci BKA na náměstí Svobody přísahu, kterou přečetl velitel Ivan Abramovič Jermačenko:
| „                                                   | Já, voják BKA přísahám před očima všemohoucího Boha a na svou vojenskou čest, že budu věrně sloužit svému běloruskému lidu a poctivě plnit všechny rozkazy svých velitelů a nadřízených. Přísahám, že neodložím zbraň z rukou, dokud nebude nastolen mír a bezpečnost v našich vesnicích a městech, dokud nebude v naší zemi zničen poslední nepřítel běloruského lidu. Přísahám, že raději dám svůj život, než abych dovolil své ženě a dětem, rodičům a sestrám a celému běloruskému lidu znovu upadnout pod bolševickou zvůli a otroctví. Pokud svou slabostí nebo zlým úmyslem poruším tuto přísahu, nechť mě Bůh potrestá hanebnou smrtí zrádce svého lidu a vlasti. | “ |
| — Ivan Abramovič Jermačenko, 25. března 1944, Minsk | |   |

Součástí jednotek BKA se stali také bývalí příslušníci Běloruského ochranného sboru. Výsledek mobilizace byl podle okresů následující:
- Minsk - 6 praporů (2 358 lidí).
- Sluck - 5 praporů (3 982 lidí).
- Novogrodek - 4 prapory (2 047 lidí).
- Baranavičy - 8 praporů (6 495 lidí).
- Hlybokaje - 4 prapory (2 910 lidí).
- Vilejka - 4 prapory (2 414 lidí).
- Slonim - 3 prapory (1 423 lidí).
- Celkem - 21 629 lidí, 34 praporů.

31. března 1944 obdržely nově vytvořené prapory svá jména a insignie. Do konce dubna 1944 byli odvedeni další branci a bylo zformováno celkem 45 praporů a jedna eskadrona:
- 39 pěších,
- 6 ženijních praporů,
- 1 jezdecká eskadrona.

Celkový stav čítal cca 21 700 důstojníků, poddůstojníků a vojáků. Zbraně byly vydávány pouze během cvičení, aby se zabránilo útěku mužstva k partyzánům. Vzhledem k tomu, že v SS byl nedostatek důstojníků k výcviku vojáků BKA, několik tisíc lidí z Běloruské pomocné policie bylo přeloženo, aby tento nedostatek kapacit nahradili. Kontrolu nad výcvikem měla SD.

## Bojové nasazení

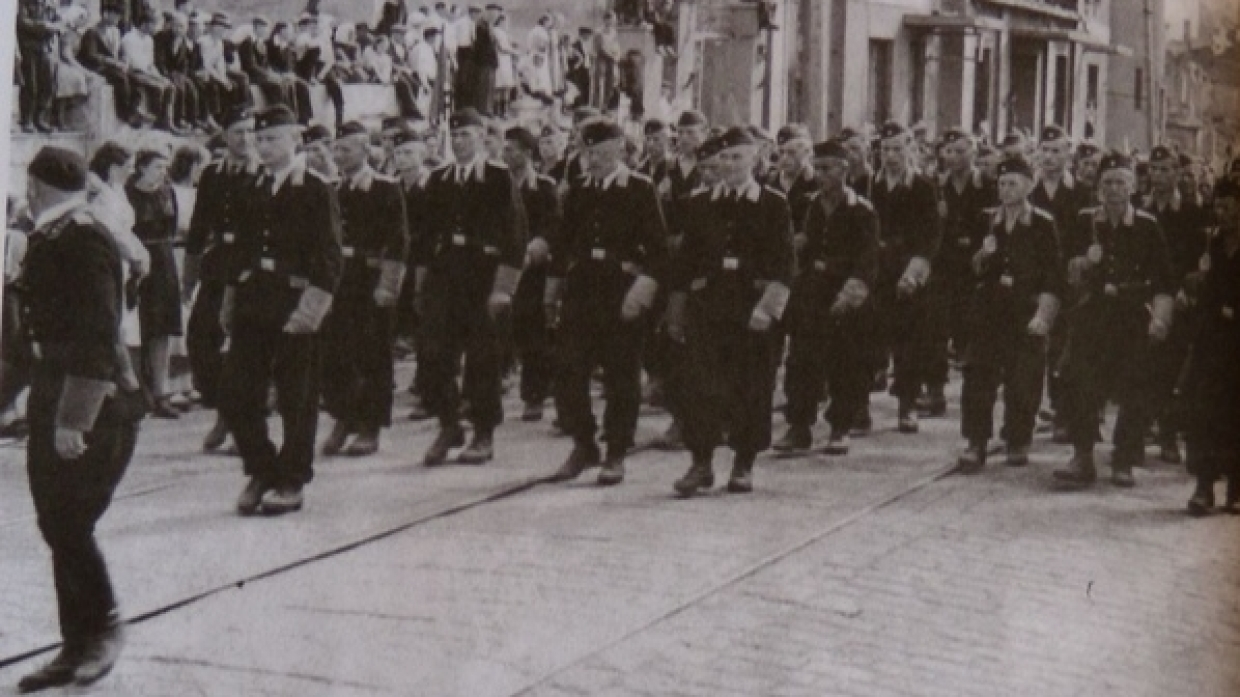
Kadeti důstojnické školy BKA na přehlídce v Minsku 22. nebo 27. června 1944.

Až do července 1944 se prapory BKA účastnily protipartyzánských operací ve spolupráci s německými silami. Byly také součástí sil provádějící operaci Svátky jara, ve které se podařilo zničit více než 80 % partyzánských oddílů. Boje se soustředily mezi městy Polock a Lepel.
V polovině června 1944 byla v Minsku otevřena kadetní škola BKA pod vedením SS, která však neměla dlouhého trvání. 22. června 1944 zahájila sovětská vojska rozsáhlou operaci Bagration, která ukončila německou okupaci Běloruska. Dva týdny po začátku operace byl Minsk osvobozen sovětskými vojsky. S přiblížením fronty v létě 1944 byly menší útvary BKA sjednoceny do bezpečnostní brigády, která byla spolu s ustupujícími jednotkami wehrmachtu evakuována na západ do Polska. Zde z ní byla 1. srpna 1944 vytvořena 30. Waffen – grenadier Division der SS (russische Nr. 2). Ta byla převelena do Francie, kde bojovala s francouzskými partyzány a později také s pravidelnou francouzskou armádou. Západní fronta byla zvolena, protože Němci vojákům BKA nedůvěřovali a obávali se, že při první příležitosti v boji na východní frontě utečou nebo se vzdají. Do prosince roku 1944 se stav divize snížil na brigádu. Z bojového nasazení byla stažena a převedena do výcvikového tábora Münsingen, kde se stala součástí 600. pěší divize, později přejmenovanou na 1. pěší divizi ROA, Ruské osvobozenecké armády generála A. A. Vlasova.
Běloruská centrální rada byla evakuována do Königsbergu a odtud v listopadu 1944 do Berlína, kde se z přeživších vojáků BKA vytvořil 1. prapor Běloruské osvobozenecké armády pod patronací Německa. Část praporů BKA byla na frontě vtažena do bitvy proti předsunutým jednotkám sovětských vojsk, které je zničily. Další jednotky BKA v chaosu při ústupu ztratily spojení s hlavním velením a jako bojeschopné síly přestaly existovat. Z některých vojáků rozdrcených jednotek se zformovala podzemní vojenská organizace známá pod přezdívkou Černá kočka. Další vojáci se okamžitě vrátili do svých vesnic a v dalším boji nepokračovali.
V dubnu až květnu 1945 se někteří bojovníci BKA a členové Svazu běloruské mládeže připojili k ROA. V její sestavě se vzdali americkým a britským jednotkám. Druhá část zůstala v Berlíně a připojila se k záloze 30. divize Waffen-Grenadier SS. Účastnila se bojů proti 2. polskému sboru generála Władysława Anderse. Další osudy vojáků BKA byly různé, ale mnozí příslušníci BKA obdrželi status politických emigrantů, díky čemuž se vyhnuli vydání do SSSR. Poté dožívali v emigraci na Západě.

## Označení vojenských hodností v BKA

### Generálové
| Označení           | Generálové                      | Generálové                               | Generálové                           | Generálové                             | Generálové                         | Generálové                                   | Generálové                                   |
| ------------------ | ------------------------------- | ---------------------------------------- | ------------------------------------ | -------------------------------------- | ---------------------------------- | -------------------------------------------- | -------------------------------------------- |
| Výložky            | Armádní generál (maršál)        | Generálplukovník (slavnostní stejnokroj) | Generálplukovník                     | Generálporučík (slavnostní stejnokroj) | Generálporučík                     | Generálmajor (slavnostní stejnokroj)         | Generálmajor                                 |
| Hodnosti bělorusky | Генерал зброі (Armádní generál) | Генерал-палкоўнік (Generálplukovník)     | Генерал-палкоўнік (Generálplukovník) | Генерал-лейтэнант (Generálporučík)     | Генерал-лейтэнант (Generálporučík) | Генерал-маёр (Generálmajor/Brigádní generál) | Генерал-маёр (Generálmajor/Brigádní generál) |
| NATO ekvivalent    | OF-9                            | OF-8                                     | OF-8                                 | OF-7                                   | OF-7                               | OF-6                                         | OF-6                                         |

### Vyšší důstojníci
| Označení           | Důstojníci                        | Důstojníci            | Důstojníci                           | Důstojníci                  | Důstojníci                    | Důstojníci   |
| ------------------ | --------------------------------- | --------------------- | ------------------------------------ | --------------------------- | ----------------------------- | ------------ |
| Výložky            | Plukovník (slavnostní stejnokroj) | Plukovník             | Podplukonvík (slavnostní stejnokroj) | Podplukonvík                | Major (slavnostní stejnokroj) | Major        |
| Hodnosti bělorusky | Палкоўнік (Plukovník)             | Палкоўнік (Plukovník) | Падпалкоўнік (Podplukovník)          | Падпалкоўнік (Podplukovník) | Маёр (Major)                  | Маёр (Major) |
| NATO ekvivalent    | ОF-5                              | ОF-5                  | ОF-4                                 | ОF-4                        | ОF-3                          | ОF-3         |

### Nižší důstojníci
| Označení           | Důstojníci                      | Důstojníci        | Důstojníci                         | Důstojníci                    | Důstojníci                      | Důstojníci          |
| ------------------ | ------------------------------- | ----------------- | ---------------------------------- | ----------------------------- | ------------------------------- | ------------------- |
| Výložky            | Kapitán (slavnostní stejnokroj) | Kapitán           | Nadporučik (slavnostní stejnokroj) | Nadporučík                    | Poručík (slavnostní stejnokroj) | Poručík             |
| Hodnosti bělorusky | Капітан (Kapitán)               | Капітан (Kapitán) | Старшы лейтэнант (Nadporučík)      | Старшы лейтэнант (Nadporučík) | Лейтэнант (Poručík)             | Лейтэнант (Poručík) |
| NATO ekvivalent    | ОF-2                            | ОF-2              | OF-1a                              | OF-1a                         | OF-1b                           | OF-1b               |

### Poddůstojníci
Přibližně odpovídající hodnosti v české armádě jsou přiřazeny podle kódů NATO a české překlady jsou podle hodností německého pozemního vojska, kterým měly hodnosti BKA v roce 1944 odpovídat.
| Označení           | Poddůstojníci                                     | Poddůstojníci                       | Poddůstojníci                            | Poddůstojníci                            | Poddůstojníci                           | Poddůstojníci                       | Poddůstojníci                     | Poddůstojníci                     |
| ------------------ | ------------------------------------------------- | ----------------------------------- | ---------------------------------------- | ---------------------------------------- | --------------------------------------- | ----------------------------------- | --------------------------------- | --------------------------------- |
| Výložky            | Vyšší důstojnický čekatel (slavnostní stejnokroj) | Vyšší důstojnický čekatel           | Štábní šikovatel (slavnostní stejnokroj) | Štábní šikovatel                         | Vyšší šikovatel (slavnostní stejnokroj) | Vyšší šikovatel                     | Šikovatel (slavnostní stejnokroj) | Šikovatel                         |
| Hodnosti bělorusky | Сьцяжны (Vyšší důstojnický čekatel)               | Сьцяжны (Vyšší důstojnický čekatel) | Старшыня (Štábní šikovatel/Nadpraporčík) | Старшыня (Štábní šikovatel/Nadpraporčík) | Зьвязны (Vyšší šikovatel/Praporčík)     | Зьвязны (Vyšší šikovatel/Praporčík) | Дружыновы (Šikovatel/Nadrotmistr) | Дружыновы (Šikovatel/Nadrotmistr) |
| NATO ekvivalent    | OF-(D)                                            | OF-(D)                              | OR-8                                     | OR-8                                     | OR-7                                    | OR-7                                | OR-6                              | OR-6                              |

### Mužstvo
| Označení            | Mužstvo                         | Mužstvo                           | Mužstvo                              | Mužstvo        |
| ------------------- | ------------------------------- | --------------------------------- | ------------------------------------ | -------------- |
| Výložky (nárukavní) | Mužstvo (slavnostní stejnokroj) | Mužstvo (slavnostní stejnokroj)   | Mužstvo (slavnostní stejnokroj)      | Mužstvo        |
| Výložky (nárukavní) | Kaprál                          | Desátník                          | Svobodník                            | Mužstvo        |
| Hodnosti bělorusky  | Капрал (Rotný/Četař)            | Старшы жаўнер 2-ай клясы Desátník | Старшы жаўнер 1-ай клясы (Svobodník) | Жаўнер (Vojín) |
| NATO ekvivalent     | OR-4/3                          | OR-2                              | OR-1                                 | OR-1           |